# Ђанкамило (Кјети)
Ђанкамило (итал. Giancamillo) је насеље у Италији у округу Кјети, региону Абруцо.
Према процени из 2011. у насељу је живело 16 становника. Насеље се налази на надморској висини од 307 м.